# MotorStorm: Arctic Edge
Motorstorm: Arctic Edge è un videogioco di corse estreme per PSP e PlayStation 2 sviluppato da Bigbig Studios e distribuito da Sony Computer Entertainment nel 2009. È il primo e unico gioco della serie Motorstorm sviluppato per PSP e PS2. Essendo stato sviluppato per queste console, il gioco non vanta la stessa fisica che caratterizza gli episodi sulla PlayStation 3. I comandi di gioco, invece, sono stati sistemati in maniera ottimale alle console.
In questo capitolo ambientato nel circolo polare artico, sono state introdotte 2 nuove classi di veicoli: motoslitte e gatti delle nevi. Tutti i veicoli sono ora modificabili sia per quanto riguarda livree e sponsor, sia per le varie componenti della carrozzeria. L'intelligenza avversaria è ben bilanciata e progredisce mano a mano che si avanza nel campionato.
Nei vari percorsi sono stati introdotti 2 nuovi elementi: i ponti di ghiaccio e la possibilità di creare valanghe. I primi sono delle fragili strutture di ghiaccio che crolleranno al passaggio di un veicolo pesante, mentre le valanghe possono essere create facendo rumore con il clacson dei veicoli o facendo esplodere un avversario.

## Modalità di gioco
Il campionato è diviso in 8 livelli di difficoltà, suddivisi in 3 categorie di gare:
- Gara: l'obiettivo è arrivare primi alla corsa, utilizzando il turbo e speronando gli avversari.
- Velocità: competizione che richiede al giocatore di attraversare trenta fumogeni sparsi per il tracciato in un certo limite tempo. Ogni fumogeno superato cambierà leggermente la sua posizione al giro successivo ed allungherà di cinque secondi il tempo residuo.
- Punti a tempo: gara dove si guadagneranno dei punti ad ogni secondo, in relazione alla posizione in gara. Il primo a raggiungere quota mille punti vincerà l'evento.

Esistono poi la modalità Divertimento (che corrisponderebbe alla classica modalità Arcade), la modalità Multiplayer e la Prova a tempo (dove si dovranno battere i 192 record di percorso degli sviluppatori del gioco).

## Accoglienza
La rivista Play Generation diede alla versione per PlayStation Portable un punteggio di 91/100, trovandolo il miglior gioco di guida arcade su PSP, appassionante e longevo, soprattutto per merito dell'online. Federico Graziano di Everyeye.it analizzò la stessa versione, dandole un 8, reputandolo un prodotto di pregevole fattura, solido, coinvolgente e divertente.